# Fenoarivo Atsinanana
Fenoarivo Atsinanana (även: Fénérive eller Fénérive Est) är en stad och kommun i regionen Analanjirofo i den nordöstra delen av Madagaskar. Kommunen hade 41 734 invånare vid folkräkningen 2018, på en yta av 22,93 km². Den ligger på landets östkust, cirka 260 kilometer nordost om Antananarivo och cirka 85 kilometer norr om Toamasina. Fenoarivo Atsinanana är huvudort i regionen Analanjirofo.